# Austrogammarus haasei
Austrogammarus haasei is een vlokreeftensoort uit de familie van de Paramelitidae. De wetenschappelijke naam van de soort is voor het eerst geldig gepubliceerd in 1902 door Sayce.